# بهرود
بهرود (به ترکی آذربایجانی: Behrud) یک منطقهٔ مسکونی در جمهوری آذربایجان است که در شهرستان اردوباد واقع شده‌است. بهرود ۵۲۰ نفر جمعیت دارد.